# 江華韋氏
江華韋氏（カンファウィし、朝鮮語: 강화위씨）は、朝鮮の氏族の一つ。本貫は仁川広域市江華郡である。2015年の調査では、751人である。
始祖は、960年に中国から高麗に渡来した韋寿餘である。韋寿餘は、穆宗の時代に司膳官と門下侍郎平章事を任命された。その後、門下侍中上柱国と江華伯に封ぜられ、韋寿餘の子孫が領地を下賜された江華を本貫にして江華韋氏を創始した。